# Artocarpus pithecogallus
Artocarpus pithecogallus är en mullbärsväxtart som beskrevs av Cheng Yih Wu. Artocarpus pithecogallus ingår i släktet Artocarpus och familjen mullbärsväxter. Inga underarter finns listade i Catalogue of Life.